# Jagdgeschwader 113
113-та винищувальна ескадра (нім. Jagdgeschwader 113 (JG 113)) — винищувальна ескадра Люфтваффе за часів Другої світової війни. 15 жовтня 1944 року переформована на II-гу авіагрупу JG106 (II./JG106).

## Історія
113-та винищувальна ескадра заснована 15 липня 1944 року на аеродромі поблизу міста Лаупгайма з авіагрупи III./ZG101, як навчальний авіаційний підрозділ. Оснащувалася винищувачами Messerschmitt Bf 109 та навчально-тренувальними літаками Ar 96. 15 жовтня 1944 року переформована на II-гу авіагрупу JG106 (II./JG106).

## Командування

### Командири
- майор Франц Смолле (нім. Franz Smolle) (15 липня — 15 жовтня 1944).

## Бойовий склад 113-ї винищувальної ескадри
- Штаб (Stab/JG 113)
- 1-ша ескадрилья (1./JG113)
- 2-га ескадрилья (2./JG113)
- 3-тя ескадрилья (3./JG113)